# Ellen Ridgway
Ellen Richards Ridgway, nascuda Munroe, (Villeneuve-l'Etang, Alts del Sena, 23 de maig de 1866 - Pau, Pirineus Atlàntics, 13 de febrer de 1934) va ser una jugadora de golf i filantropa estatunidenca que va competir a cavall del segle xix i el segle xx. Era filla del banquer John Munroe.
El 1900 va prendre part en els Jocs Olímpics de París, on va disputar la prova individual femenina de golf, en què finalitzà en cinquena posició.